# SN 2011ck
SN 2011ck – supernowa typu II-P odkryta 12 maja 2011 roku w galaktyce NGC 5425. W momencie odkrycia miała maksymalną jasność 15,90m.